# Coupe d'Europe des nations de rugby à XIII 2009
Navigation
Édition précédente Édition suivante
La Coupe d'Europe des nations de rugby à XIII 2009 (rugbyleague.com European Cup en anglais), est une compétition internationale de rugby à XIII regroupant les meilleures nations européennes, excepté l'Angleterre et la France qui disputent le Tournoi des Quatre Nations 2009.

## Phase préliminaire

### Groupe 1
Première journée
| Le 17 octobre 2009 | Stadio Plebiscito, Padova | Italie | 0-104 | Écosse |

Deuxième journée
| Le 24 octobre 2009 | International Olympic Stadium, Tripoli | Liban | 86-0 | Italie |

Troisième journée
| Le 1er novembre 2009 | Hughenden Stadium, Glasgow | Écosse | 22-10 | Liban |

| Rang | Pays   | J | V | N | D | Pm  | Pe  | Diff | Pts |
| ---- | ------ | - | - | - | - | --- | --- | ---- | --- |
| 1    | Écosse | 2 | 2 | 0 | 0 | 126 | 10  | +116 | 4   |
| 2    | Liban  | 2 | 1 | 0 | 1 | 96  | 22  | +74  | 2   |
| 3    | Italie | 2 | 0 | 0 | 2 | 0   | 190 | -190 | 0   |

|  | Qualifié pour la finale (no 1). |

### Groupe 2
Première journée
| Le 18 octobre 2009 | Spollanstown, Tullamore | Irlande | 82-0 | Serbie |

Deuxième journée
| Le 25 octobre 2009 | Fortress Stadium, Smederevo | Serbie | 8-88 | Galles |

Troisième journée
| Le 1er novembre 2009 | Sardis Road, Pontypridd | Galles | 42-12 | Irlande |

| Rang | Pays    | J | V | N | D | Pm  | Pe  | Diff | Pts |
| ---- | ------- | - | - | - | - | --- | --- | ---- | --- |
| 1    | Galles  | 2 | 2 | 0 | 0 | 130 | 20  | +110 | 4   |
| 2    | Irlande | 2 | 1 | 0 | 1 | 94  | 42  | +52  | 2   |
| 3    | Serbie  | 2 | 0 | 0 | 2 | 8   | 170 | -162 | 0   |

|  | Qualifié pour la finale (no 1). |

## Phase finale

### Match pour la5eplace
| Le 18 novembre 2009 | Maesteg | Italie | 42-14 | Serbie |

### Petite finale
| Le 8 novembre 2009 | Brewery Field, Bridgend | Liban | 40-16 | Irlande |

### Finale
| Le 8 novembre 2009 | Brewery Field, Bridgend | Écosse | 16-28 | Galles |